# Séptima Avenida (metro de Nueva York)
Para la estación con el mismo nombre de la línea Brighton del Metro de Nueva York, véase: Séptima Avenida.
La Séptima Avenida es una estación en la línea de la Sexta Avenida y Queens Boulevard del Metro de Nueva York de la División B del Independent Subway System (IND). La estación se encuentra localizada en Midtown Manhattan entre la Calle 47, Séptima Avenida y la Calle 53. La estación es servida por varios trenes las 24 horas por los servicios ,  y los días de semana hasta las 9:30 p. m. por el servicio .
La estación es algunas veces llamada 7th Avenue – 53rd Street (7ª Avenida-Calle 53), igual como las otras estaciones a lo largo de la Calle 53 (como 5ª Avenida-Calle 53 y la Avenida Lexington–Calle 53).
Esta es una de dos estaciones en el servicio B llamada "7th Avenue," la otra es la 7th Avenue en la línea Brighton.